# شرط لازم وشرط كاف

الشرط اللازم والشرط الكاف مقولة ينظر إليها من منظور علم المنطق والحجاج تبيان للعلاقة بين عبارتين منطقتين. والعلاقة هنا ليست مطردة، أي يجوز أن يكون الشرط لازما وليس كافيا وقد يكون كافيا وليس لازما. على سبيل المثال، وجود الأوكسجين شرط لازم لوجود الحياة لكنه ليس كافيا حيث لا تقوم حياة بدون ماء. في المقابل، استقلال الطائرة شرط كاف للسفر لكنه ليس لازما حيث يمكن السفر بالسيارة أو الباخرة. من ناحية أخرى، حين نقول أن الحدث أ شرط لازم وكاف لوقوع الحدث ب فهذا يكافئ قولنا أن الحدث ب سيقع إذا وفقط إذا وقع الحدث أ.

## أمثلة

### شرط لازم وغير كاف
- - سقوط المدنيين شرط لازم ولكنه غير كاف لاتهام طرف ما بارتكاب جريمة ضد الإنسانية.
  - اتصال الدالة شرط لازم لتكون قابلة للاشتقاق ولكن اتصال الدالة وحده شرط غير كاف.

### شرط كاف وغير لازم
- التواجد على متن طائرة عند هبوطها شرط كاف للوصول إلى المطار لكنه غير لازم حيث يمكن الوصول إلى المطار بوسائل أخرى.

### شرط كاف ولازم
- - وجود الماء والأكسجين شرط لازم وكاف لوجود الحياة.
  - إتقان القراءة باللغة العربية شرط لازم وكاف لقراءة القرآن.
  - وجود معكوس لمصفوفة ما شرط كاف ولازم للحصول على حل وحيد لتلك المصفوفة.